# МОЛИНАКА
МОЛИНАКА (фр. Mouvement pour la Liberation Nationale du Kampuchea, Движение за национальное освобождение Кампучии) — военизированная организация времен гражданской войны в Камбодже. Сформирована в августе 1979 года сторонниками свергнутого принца Нородома Сианука. Вела вооруженную борьбу с провьетнамским режимом НРК, действовала вблизи тайско-вьетнамской границы. Входила в состав Коалиционного правительства Демократической Кампучии. В 1981 году объединилась с Национальной армией сианукистов, с 1992 года возобновила деятельность как политическая партия.

## История
МОЛИНАКА была образована 31 августа 1979 года. Организацию возглавил бывший капитан республиканских ВМС — Конг Силеа. МОЛИНАКА стала первой с начала конфликта группировкой, выразившей лояльность свергнутому принцу Нородому Сиануку, а впоследствии стала вооруженным крылом его партии — ФУНСИНПЕК.
Конг Силеа умер 31 августа 1979 года в возрасте 45 лет, предположительно от малярии. После его смерти командование силами МОЛИНАКА взял на себя полковник воздушно-десантных войск Нем Сопхон.